# Carlos Said
Carlos Said (Ciudad de México, 22 de febrero de 1998), es un actor mexicano de televisión, conocido por sus participaciones en telenovelas.

## Biografía
Inició su carrera artística a los 18 años, una vez capacitado en el Centro de Educación Artística. En 2017 realizó sus primeras incursiones en el mundo de los melodramas realizando una pequeña participación en la telenovela Me declaro culpable.

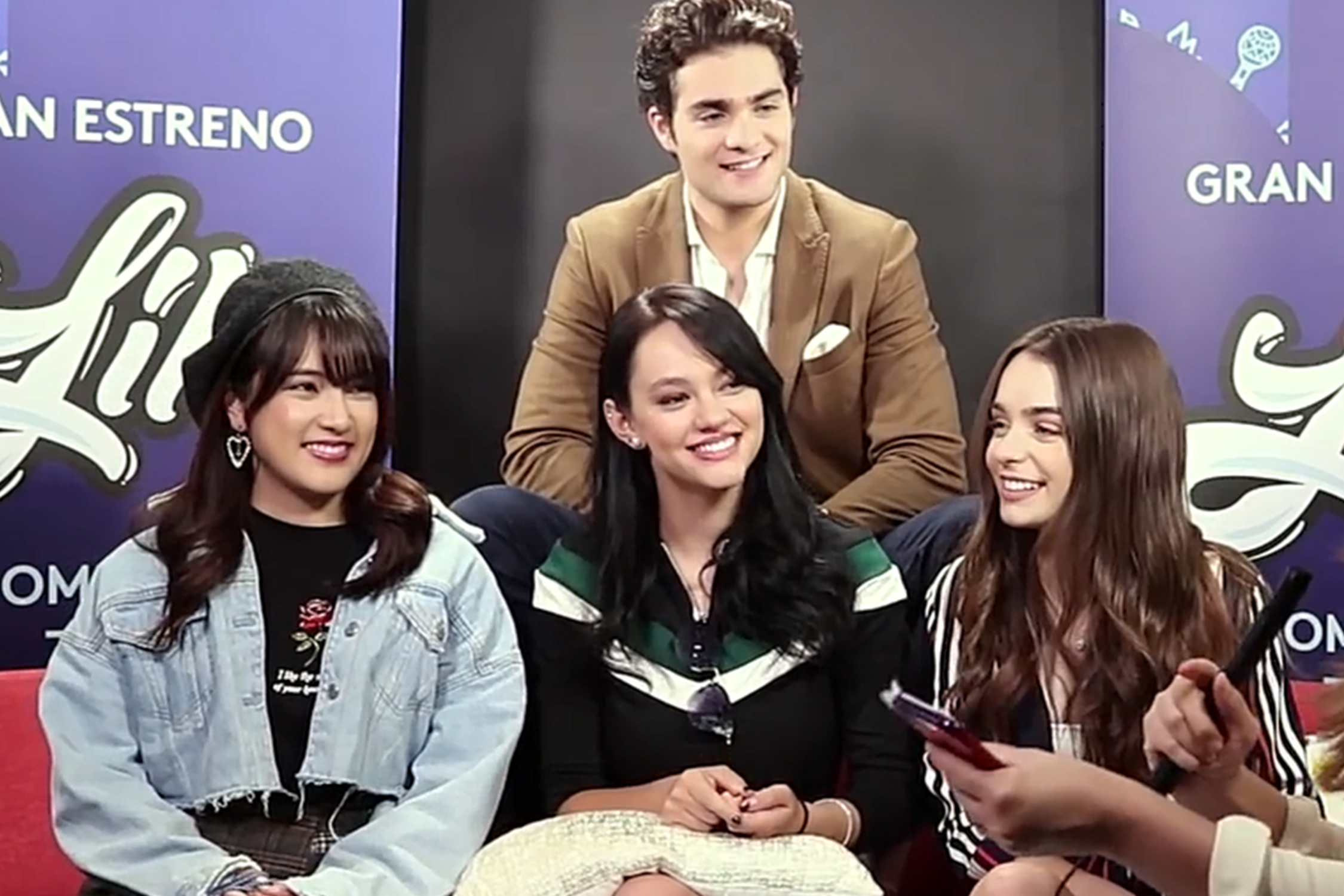
Carlos Said junto a Ale Müller, Macarena García y Anna Iriyama

En 2018 es llamado por el productor Pedro Damián para formar parte del elenco protagónico juvenil de la telenovela Like la cual significó su lanzamiento estelar a lado de jóvenes actores como Ale Müller, Santiago Achaga, Macarena García, Anna Iriyama, Mauricio Abad entre otros.
Estuvo nominado a mejor actor juvenil en los Premios TVyNovelas por su participación en Like.
En 2019 incursionó en el mundo de la música estrenando su primer sencillo «Si tú te vas» y luego «Ven baila conmigo». 
En 2020 regresa a los melodramas con una participación en la telenovela Como tú no hay 2.
En 2021 realiza su primer protagónico estelar juvenil en la telenovela Si nos dejan donde interpreta a Gonzalo Carranza Montiel, un joven que tiene relaciones con una mujer mayor, personaje interpretado por Gabriela Spanic; en la producción también comparte créditos con figuras del melodrama como Mayrin Villanueva, Alexis Ayala y Susana Dosamantes.

## Filmografía
| Año       | Título                    | Personaje                | Notas                                              |
| --------- | ------------------------- | ------------------------ | -------------------------------------------------- |
| 2017-2018 | Me declaro culpable       | Patricio Dueñas          |                                                    |
| 2018      | Like                      | León Rubio Santiago      | Nominado—Premios TVyNovelas al mejor actor juvenil |
| 2020      | Como tú no hay 2          | Luis Ramírez             |                                                    |
| 2021      | Si nos dejan              | Gonzalo Carranza Montiel |                                                    |
| 2021      | La venganza de las Juanas | Joven Simón Marroquín    |                                                    |
| 2022-2023 | Mi camino es amarte       | Sebastián Zambrano       |                                                    |
| 2023-2024 | Golpe de suerte           | Alan Montes              |                                                    |
| 2025      | Juegos de amor y poder    | Guillermo «Memo» Solís   |                                                    |

| Año  | Título                                      |
| ---- | ------------------------------------------- |
| 2018 | «Este movimiento» (junto al elenco de Like) |
| 2018 | «Una y otra vez» (junto al elenco de Like)  |